# Ficus eospila
Ficus eospila is een slakkensoort uit de familie van de Ficidae. De wetenschappelijke naam van de soort is voor het eerst geldig gepubliceerd in 1807 door Péron & Lesueur.